# Houffalize
Houffalize är en kommun i Belgien.   Den ligger i provinsen Luxemburg och regionen Vallonien, i den sydöstra delen av landet, 130 km sydost om huvudstaden Bryssel. Antalet invånare är 5 011.
Omgivningarna runt Houffalize är en mosaik av jordbruksmark och naturlig växtlighet. Runt Houffalize är det ganska glesbefolkat, med 48 invånare per kvadratkilometer.